# Gennagyij Vasziljevics Szarafanov
Gennagyij Vasziljevics Szarafanov (orosz: Геннадий Васильевич Сарафанов; Szinyenykije, 1942. január 1. – Moszkva, 2005. szeptember 29.) szovjet űrhajós.

## Életpálya
Fiatal korát Szaratovban töltötte. 1960-tól a légierő pilótaiskolájának növendéke. 1964-ben a magasabb katonai repülőiskolát Balaszovszkijben végezte, ahol mérnök-pilóta diplomát szerzett. A hadsereg egyik szállító egységének pilótája volt. 1965-től vesz részt űrhajóskiképzésben. 2 napot, 12 percet és 11 másodpercet töltött a világűrben. A légierő Gagarin Akadémiáján 1978-ban szerzett repülőmérnöki diplomát.
1986-ban betegsége miatt köszönt el az űrhajósok csapatától. Egy automatizálással foglalkozott intézetben oktatóként tevékenykedett, majd Moszkva régiójában egy kisváros helyettes vezetője lett.
Bélyegen is megörökítették az űrrepülését.

## Űrrepülések
1974-ben a Szojuz–14 személyzetet szállított a Szaljut–3 űrállomásra, az űrállomás beüzemelése. Szarafanov a mentő egység parancsnoka volt.
1974-ben a Szojuz–15 a második küldetés a Szaljut–3 űrállomásra. Fő feladat a második legénységnek az űrállomásra juttatása. A dokkolási művelet nem járt sikerrel.

## Kitüntetések
Megkapta a Szovjetunió Hőse kitüntetést és a Lenin-rendet.

## Külső hivatkozások
- Gennadij Vasziljevics Szarafanov. astronautix.com. (Hozzáférés: 2011. november 21.)
- Gennadij Vasziljevics Szarafanov. spacefacts.de. (Hozzáférés: 2011. november 21.)